# Queso chanco

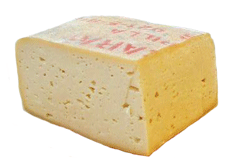
Corte de queso chanco, mostrando los ojos

El chanco es un tipo de queso chileno, hecho con leche pasteurizada de vaca. Este queso madurado posee una consistencia semiblanda, de cuerpo cremoso o mantecoso de color blanco amarillento. Cuenta con abundantes ojos, de pequeño tamaño y formas irregulares, y una corteza delgada y seca. Su tiempo de maduración no supera los 21 días.
Su origen se remonta al siglo XVI en la zona centrosur de Chile. La denominación proviene de la ciudad de Chanco, provincia de Cauquenes, en la Región del Maule, en cuyos alrededores rurales se produce dicho queso. En la actualidad, sin embargo, gran parte de la producción de este queso se realiza de forma industrial, siendo uno de los quesos más comercializados en Chile, tras los quesos de tipo gouda.